# Henry Sénès
 (janvier 2020).
Si vous disposez d'ouvrages ou d'articles de référence ou si vous connaissez des sites web de qualité traitant du thème abordé ici, merci de compléter l'article en donnant les références utiles à sa vérifiabilité et en les liant à la section « Notes et références ».
Henry Sénès est un homme politique socialiste et un résistant français, né le 17 février 1877 au Muy (Var) et mort le 24 mars 1961 dans la même commune.

## Biographie
Fils et petit-fils de militants républicains, Henry Sénès devient exploitant agricole (viticulture et sériciculture) après son baccalauréat. Il adhère au Parti ouvrier français en 1899 ; en revanche, sa date d'adhésion à la Section française de l'Internationale ouvrière (SFIO) semble plus difficile à établir (au plus tard vers 1919-1920).
En 1912, il est élu maire de sa commune natale, sans étiquette, et il est constamment réélu (avec l'étiquette SFIO, désormais) jusqu'en 1940.
Il est mobilisé pendant la Première Guerre mondiale.
En 1925, Henry Sénès est élu conseiller général, et conserve également ce mandat. En 1931, il devient président du syndicat des sériciculteurs.
Son importance s'accroît au sein de la SFIO varoise après 1933 et la scission néosocialiste, une nette majorité des militants et élus locaux étant favorables aux idées de Pierre Renaudel et quittent le Parti socialiste, contrairement au maire du Muy. Henry Sénès est élu sénateur en 1935 et président du conseil général l'année suivante. Il joue un rôle important dans le rapprochement entre socialistes et communistes dans son département.
Le 10 juillet 1940, il vote contre les pleins pouvoirs à Philippe Pétain. Le régime de Vichy, en représailles, dissout, le 22 novembre 1940, le conseil municipal du Muy « jusqu'à la cessation des hostilités », privant ainsi Henry Sénès de son écharpe de maire. Un an plus tard, l'ancien sénateur est exclu de l'ordre de la Légion d'honneur.
Il s'engage dans la Résistance en 1941. Il participe au Comité d'action socialiste, puis à la reconstitution de la SFIO clandestine. Peu enthousiasmé par les mouvements Combat et l'Armée secrète, qu'il a contactés, il préfère travailler avec l'Intelligence Service.
Henry Sénès est de nouveau maire du Muy de 1944 à 1947, date à laquelle il ne se représente pas. Il se retire ensuite de la vie politique, et se consacre à la Confédération générale de l'agriculture.

## Hommage
Est inaugurée une esplanade Henry-Sénès le 10 juillet 2000, après la décision du conseil municipal du Muy.